# Golden Grand Prix
Le Seiko Golden Grand Prix est un meeting international d'athlétisme qui se déroule une fois par an au Stade d'athlétisme de Todoroki de Kawasaki, au Japon. Cette compétition figure en 2011 parmi les quatorze meetings du Challenge mondial IAAF. En 2013 le meeting déménage à Tokyo au Stade national d'athlétisme de Kasumigaoka.

## Records du meeting

### Hommes
| Épreuve           | Record             | Athlète            | Nationalité | Date        | Ref   |
| ----------------- | ------------------ | ------------------ | ----------- | ----------- | ----- |
| 100 m             | 9 s 88 (+1.5 m/s)  | Fred Kerley        | États-Unis  | 21 mai 2023 |       |
| 200 m             | 19 s 96 (+0.9 m/s) | Isaac Makwala      | Botswana    | 20 mai 2018 |       |
| 400 m             | 45 s 68            | Julian Walsh       | Japon       | 8 mai 2016  |       |
| 800 m             | 1 min 45 s 75      | Shō Kawamoto       | Japon       | 11 mai 2014 | [ 2 ] |
| 1 500 m           | 3 min 37 s 72      | Ryan Gregson       | États-Unis  | 20 mai 2018 |       |
| 3 000 m           | 7 min 51 s 99      | Dejene Debela      | Éthiopie    | 8 mai 2016  |       |
| 110 m haies       | 13 s 09 (+0.2 m/s) | Liu Xiang          | Chine       | 6 mai 2012  |       |
| 400 m haies       | 48 s 67            | Keisuke Nozawa     | Japon       | 8 mai 2016  |       |
| 3000 m steeple    | 8 min 15 s 26      | Jairus Birech      | Kenya       | 5 mai 2013  | [ 3 ] |
| Saut en hauteur   | 2,40 m             | Bohdan Bondarenko  | Ukraine     | 11 mai 2014 | [ 4 ] |
| Saut à la perche  | 5,62 m             | Shawnacy Barber    | Canada      | 8 mai 2016  |       |
| Saut en longueur  | 8,14 m (+0,5 m/s)  | Wang Jianan        | Chine       | 21 mai 2017 |       |
| Triple saut       | 17,18 m (+1,7 m/s) | Wu Ruiting         | Chine       | 21 mai 2017 | [ 5 ] |
| Lancer du poids   | 21,33 m            | Christian Cantwell | États-Unis  | 11 mai 2014 |       |
| Lancer du disque  | 63,98 m            | Rodney Brown       | États-Unis  | 8 mai 2016  |       |
| Lancer du marteau | 79,47 m            | Krisztián Pars     | Hongrie     | 8 mai 2011  |       |
| Lancer du javelot | 86,76 m            | Jakub Vadlejch     | Tchéquie    | 8 mai 2016  |       |

### Femmes
| Épreuve           | Record              | Athlète              | Nationalité | Date        | Ref   |
| ----------------- | ------------------- | -------------------- | ----------- | ----------- | ----- |
| 100 m             | 11 s 18 (-0,8 m/s)  | Tianna Bartoletta    | États-Unis  | 11 mai 2014 |       |
| 200 m             | 22 s 65 (+1,0 m/s)  | Simone Facey         | Jamaïque    | 10 mai 2015 |       |
| 400 m             | 50 s 52             | Amantle Montsho      | Botswana    | 6 mai 2012  |       |
| 800 m             | 2 min 00 s 22       | Emily Cherotich Tuei | Kenya       | 20 mai 2018 |       |
| 1500 m            | 4 min 02 s 47       | Anna Mishchenko      | Russie      | 9 mai 2015  |       |
| 3000 m            | 8 min 47 s 24       | Shuru Bulu           | Éthiopie    | 20 mai 2018 |       |
| 5000 m            | 15 min 34 s 39      | Haftamnesh Tesfay    | Éthiopie    | 5 mai 2013  | [ 6 ] |
| 100 m haies       | 12 s 62 (-1.9 m/s)  | Brianna Rollins      | États-Unis  | 11 mai 2014 | [ 7 ] |
| 400 m haies       | 55 s 23             | Lauren Wells         | Australie   | 8 mai 2016  |       |
| 3000 m steeple    | 9 min 31 s 30       | Caroline Chepkurui   | Kenya       | 8 mai 2016  |       |
| Saut en hauteur   | 1,95 m              | Anna Chicherova      | Russie      | 5 mai 2013  | [ 8 ] |
| Saut en hauteur   | 1,95 m              | Anna Chicherova      | Russie      | 5 mai 2013  | [ 8 ] |
| Saut à la perche  | 4,61 m              | Kristen Hixson       | États-Unis  | 20 mai 2018 |       |
| Saut en longueur  | 6,88 m (+ 2,0 m/s)  | Darya Klishina       | Russie      | 11 mai 2014 |       |
| Triple saut       | 13,76 m (+ 0,8 m/s) | Dana Velďáková       | Slovaquie   | 8 mai 2016  |       |
| Lancer du poids   | 18,94 m             | Anita Márton         | Hongrie     | 9 mai 2015  |       |
| Lancer du marteau | 74,27 m             | Martina Hrašnová     | Slovaquie   | 9 mai 2015  |       |
| Lancer du javelot | 67,12 m             | Liu Shiying          | Chine       | 20 mai 2018 |       |